# Елизавета Куявская
Елизавета Куявская (1315/1320 — после 22 августа 1345) — польская принцесса из мазовецкой линии династии Пястов. По мужу банша Боснии в 1323–1345 годах.

## Семья
Елизавета была единственной дочерью князя Казимира III Гневковского и его жены, чьё имя и происхождение неизвестно. 
К 1323 году король Венгрии Карл Роберт захотел усилить влияние на бана Боснии Степана Котроманича и предложил ему руку Елизаветы Куявской, дальней родственницы своей жены Елизаветы Польской. Женившись на Елизавете Куявской, Степан получил от Карла Роберта земли на западе, ранее принадлежавшие Младену I Шубичу, а также области Усора и Соли на севере, ранее принадлежавшие королю Срема Стефану Владиславу II. Свадьба была отпразднована в 1339 году; до этого Стефан был женат на неизвестной болгарской принцессе.
Единственным ребенком, которого можно точно отнести к этому браку, является Елизавета Боснийская, родившаяся около 1339 года. Некоторые источники утверждают, что дочерью Елизаветы Куявской и Степана Котроманича была также Екатерина Боснийская, по мужу графиня Цилли.  Существует также версия, что Екатерина была дочерью брата Стефана II Владислава и его жены Елены Шубич.  Еще одним ребенком этой пары может быть сын Вук, который, возможно, пережил младенчество, но не пережил своего отца и поэтому так и не стал баном Боснии. Возможно, однако, что Вук был сыном одной из двух предыдущих жен Степана.
Точная дата смерти Елизавета Куявской неизвестна. Она точно умерла раньше мужа. Судя по времени, вполне возможно, что она умерла от Чёрной смерти – пандемии чумы, распространившейся по Европе в XIV веке. Елизавета была похоронена в Бобоваце вместе со своим мужем, шурином Владиславом и невесткой Еленой.  После смерти Елизаветы Куявской ее дочь Елизавета была воспитана вдовствующей королевой Венгрии Елизаветой Польской и впоследствии вышла замуж за ее сына Лайоша (Людвика) Великого. 